# A matematikatanulás pszichológiája (könyv)
A matematikatanulás pszichológiája Richard Skemp matematikatanár és pszichológus 1971-ben megjelent könyve, a modern matematikadidaktika egyik vitaindító alapműve.
Magyarországon a matematika szakmódszertani doktori képzés egyik legfontosabb alapműve.
A könyv két fő részre oszlik. Az első, „A” rész a szerző pszichológiai alapállásának kifejtését, a matematikatanítási gyakorlat pszichológiai szempontból való áttekintését tartalmazza, a második, „B” rész pedig kísérlet az „A” rész megállapításai alapján a matematika ideális felépítésére. Utóbbi rész sokat átvesz a matematikai strukturalizmus szemléletmódjából és a halmazelmélet fogalmaiból.

## Fontosabb megállapítások, elméletek
A szerzőnek a könyv bevezetőjében tett vallomása szerint, a szerző matematikatanárként találkozott olyan intelligens tanulókkal, akik képtelenek voltak sikereket elérni a matematikában. A szerzőt ez részint az intelligencia fogalmának vizsgálatára, részben a matematikatanítás bizonyos alapelveinek megújítására ösztönözte.

### A fogalmak

#### A fogalom fogalma
Az első fejezet (Matematikai fogalomalkotás) kulcsszava: a fogalom. Fogalmakat úgy alkotunk, hogy bizonyos tárgyakat, meglévő közös tulajdonságaik alapján, egy csoportba sorolunk (absztrakció). Például a család és a szomszéd autója tárgyak, melyek egyaránt (mivel karosszériájuk van, négyülésesek, beléjük lehet ülni, vezetni lehet őket, el lehet velük jutni távoli helyekre) autók, vagyis ezen tárgyak megnevezésére közös szót, az „autó” szót alkotjuk. A fogalomalkotásnak a megnevezés ugyanolyan fontos tényezője, mint maga a fogalomképző folyamat.
A tárgyakból absztrahált elsőszintű fogalmakat ugyanígy sorolhatjuk meglévő közös tulajdonságaik alapján osztályokba, létrehozva a másodszintű fogalmakat (az autók, a buszok, a kerékpárok mind: járművek). És így tovább, a másodszintű fogalmakból absztrakcióval képezhetőek a harmadszintű és azokból a még magasabb szintű fogalmak.
A fogalom fogalma a szerző szerint elvileg is definiálhatatlan, mert ahhoz túl absztrakt (mindent magában foglal), de gyakorlatilag is, mivel a legtöbb fogalmat nem célszerű definícióval bevezetni (ld. lentebb).

#### Fogalmak létrejötte és átadása

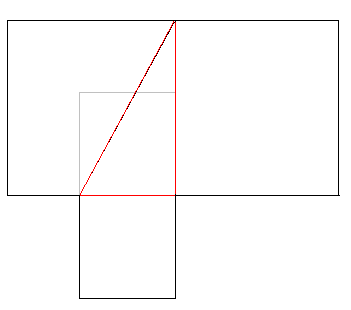
Ilyen ábrák születtek, amikor egy afrikai tanulókkal végzett kísérlet során a könyv szerzői a Pitagorasz-tétel ábrázolására kérték a tanulókat. A szerző szerint a bal felső négyzet a helytelenül, túl kevéssé zajosan átadott, túl szűkre sikeredett fogalomkialakítás példája: a diákok tanárai valószínűleg mindig csak olyan négyzeteket rajzoltak a táblára, melyek minden éle párhuzamos volt a rajztábla éleivel

A szerző kitér a fogalmak átadásának, definíciójának problematikájára. Úgy gondolja, az absztrakciós eljárás során keletkező fogalmakat célszerűbb példák sorával (osztenzív úton), mint (formális, arisztotelészi) definícióval megadni, sőt valójában csakis az első út lehetséges; és az utóbbi féle (a formális definíciós) eljárást a matematikakönyvek egyik gyakori hibájának tartja.
Például, ha egy vakból látóvá operált embernek megpróbálnánk azt mondani, „a piros szín az az érzet, ami a fény 0,6 mikron körüli hullámhosszú sugarainak szembe érkezésekor keletkezik”, ennek alapján nem tudna alkalmazható fogalmat alkotni, nem tudná megmondani egy adott autóról, piros-e. Ellenben ha sok példát mutatunk, amelyek mindegyike piros, akkor egy idő után ő maga fogja megalkotni a „piros” fogalmát. Hasonlóan nehéz lenne azt mondani: „a piros egy szín, amelyre ez és ez jellemző…”, hiszen az illető nem feltétlenül tudja, mi az a „szín”. Mindazonáltal a definíciók mégsem teljesen haszontalanok, mert az egyértelmű besorolás lehetőségét biztosítva, megszüntethetik a tudományos vitákat, illetve biztosítják a fogalom megfelelő elhelyezkedését az egyén fogalmainak struktúrájában, de a fogalmak eredeti képzésében, alkotásában szerepük mégis másodlagos.
A fogalmak példákkal való megadásában kulcsfogalom a zaj fogalma. Amíg a tanuló nem ismer egy fogalmat, kezdetben célszerű csupa olyan példát hozni, melyek nagyon hasonlóak. Kulcsfontosságú az is, hogy ellenpéldákat is megadjunk, hiszen ezek jelölik ki a fogalom határait. A hasonló példáknak megvan a veszélye, hogy az átadandó fogalom helyett egy sokkal szűkebb fogalmat alakítunk ki (ld. a mellékelt ábrát). Ezért a hasonló példák által megadott szűk fogalmat olyan példákkal kell tágítani, melyek tulajdonságai már kevésbé hasonlóak egymáshoz, vagyis a példák által tartalmazott „információs zajt” kell növelni. A szerző szerint magas intelligenciáról többek között akkor beszélhetünk, ha a tanuló a „zajos” példákból is önállóan tudja a megfelelő fogalmat megalkotni (40. old).
A mindennapi életben a legtöbb fogalom alacsonyrendű (legfeljebb másod-harmadrendű), a matematikában igen magasrendű fogalmak szerepelnek, és a tudománynak az egyik lényegét képezi az egyre magasabb fokú absztrakció.

### A séma (szkéma)
A séma/szkéma fogalmára a szerző nem ad igazán használható definíciót, „szellemi struktúrát” ért rajta (az egészen egyszerűtől az egészen bonyolultig), de hogy az utóbbin mit, azt nem határozza meg. Mivel hivatkozik a kognitív pszichológiában használatos séma fogalmára, bizonyosnak vehető, hogy ezt érti a „séma” fogalmán. Egyes helyeken rokonértelmű szóként a „fogalmi struktúra” kifejezést használja. A szerző Piaget adaptációs elméletének megállapításait elfogadva, deklarálja, hogy a sémáknak két funkciója van: 1). integrálni a meglévő tudást („asszimiláció”); 2). szellemi eszközként szolgál az új tudás megszerzéséhez („akkomodáció”).
A szkémák integráló és tanulási hatékonyságot növelő szerepének szemléltetésére ismerteti a szerzőnek egy jelnyelvtanulással és M.T. Bellnek topológiai fogalmak tanításával kapcsolatos kísérleteit.

## Tartalomjegyzék
1. Előszó a második magyar kiadáshoz
2. Előszó az angol kiadáshoz
3. A rész
  1. Bevezetés
  2. Matematikai fogalomalkotás
  3. A szkéma fogalma
  4. Intuitív és reflektív intelligencia
  5. Szimbólumok
  6. A képzetek különböző fajtái
  7. Interperszonális és érzelmi tényezők
4. B rész
  1. Bevezető megjegyzések
  2. Kezdetek
  3. A számok elnevezése
  4. További két kulcsfogalom
  5. Új számok szükségessége
  6. A számszkéma további kiterjesztése
  7. Problémamegoldás a matematikában
  8. Leképezés és függvény
  9. Néhány geometriai fogalom általánosítása
  10. Visszapillantás

## Magyarul
- A matematikatanulás pszichológiája; ford. Klein Sándor; Gondolat, Bp., 1975
- A matematikatanulás pszichológiája; ford., előszó Klein Sándor; Edge 2000, Bp., 2005 (Segítünk, ha lehet)